# A Kongói Demokratikus Köztársaság zászlaja
A Kongói Demokratikus Köztársaság zászlaja az ország egyik nemzeti jelképe.

## Leírása
Az égszínkék szín a békét szimbolizálja. A piros az ország mártírjait, a sárga az ország gazdagságát, a csillag pedig az ország ragyogó jövőjét jelképezi.

## Története
Az 1960 és 1963 közötti időszak lobogóján eredetileg a csillag Kongó akkori öt provinciáját jelképezte.
A mai zászló nagymértékben hasonlít az 1963 és 1971 között használtra, azzal a különbséggel, hogy az ottani királykéket itt égszínkékkel helyettesítették. Az ezt követő zászlót 1997-ben fogadták el, amely az 1960–1963 közötti zászlóra hasonlított.
A 2005 decemberében tartott népszavazás elfogadta az új alkotmányt, melyet a következő év február 18-án hirdetett ki Joseph Kabila elnök. Az új alkotmány a kihirdetést követő 36 hónap múlva, 2009. február 18-án lép teljes hatályba.

A Nemzetközi Afrika-Szövetség, a Kongói Szabadállam és Belga Kongó zászlaja

Az 1960-63 közötti zászló

Zaire zászlaja (1971-1997)